# Mohamed Lotfi Manaâ
 (avril 2020).
Mohamed Lotfi Manaâ est un footballeur international algérien né le 21 novembre 1964 à Annaba. Il évoluait au poste d'avant centre.

## Biographie
Mohamed Lotfi Manaâ reçoit deux sélections en équipe d'Algérie entre 1989 et 1991. Il joue son premier match en équipe nationale le 31 décembre 1989, contre le Sénégal (nul 0-0). Il joue son dernier match le 5 mars 1991, contre la Tunisie (victoire 2-1).

## Palmarès

### En clubs
- Champion d'Algérie en 1991 avec le MO Constantine.
- Finaliste de la Coupe d'Algérie en 1986 avec l'ES Collo.
- Finaliste de la Coupe d'Algérie en 1996 avec l'USM Blida.
- Accession en Ligue 1 en 1997 avec l'USM Blida.
- Finaliste de la Coupe d'Algérie en 1986 avec l'ES Collo.

### En sélection
- Vainqueur de la CAN 1990 avec l'Algérie.